# Селенид бария
Селенид бария — неорганическое соединение, 
соль металла бария и селеноводородной кислоты с формулой BaSe,
бесцветные или желтоватые кристаллы,
реагирует с водой.

## Физические свойства
Селенид бария образует бесцветные или желтоватые кристаллы
кубической сингонии,
пространственная группа F m3m,
параметры ячейки a = 0,6589 нм, Z = 4.

## Химические свойства
- Гидролизуется водой:

{\displaystyle {\mathsf {BaSe+2H_{2}O\ {\xrightarrow {}}\ Ba(OH)_{2}+H_{2}Se}}}